# Quintus Marcius Rex (Konsul 118 v. Chr.)
Quintus Marcius Rex war ein Mitglied des altrömischen Plebejergeschlechts der Marcii Reges und 118 v. Chr. Konsul.

## Leben
Laut dem Zeugnis der Triumphalakten führten der Vater und Großvater des Quintus Marcius Rex ebenfalls das Pränomen Quintus. Spätestens 121 v. Chr. dürfte Quintus Marcius Rex die Prätur bekleidet haben, ehe er 118 v. Chr. gemeinsam mit Marcus Porcius Cato zum höchsten Staatsamt aufstieg.
Das heutige Narbonne wurde während Marcius’ Rex Amtszeit als Konsul unter dem Namen Narbo Martius als römische Kolonie gegründet. Marcius Rex erduldete den Tod seines einzigen, noch jungen Sohnes, der gerade in seinem Konsulatsjahr 118 v. Chr. verstarb, mit solcher Beherrschung, dass er am gleichen Tag, an dem das Begräbnis seines Sohnes stattfand, den Vorsitz in einer Senatssitzung führte. Er bekämpfte in den Alpen den ligurischen Volksstamm der Stoener und durfte dafür als Prokonsul 117 v. Chr. einen Triumph feiern. Später war er wahrscheinlich Angeklagter in einem Gerichtsprozess, in dem jedoch sein Verteidiger, der bekannte Redner Marcus Antonius, Großvater des gleichnamigen Triumvirn, einen Freispruch für ihn erreichen konnte.
Marcius Rex war Vater der Marcia und damit Urgroßvater von Cäsar. Er war vermutlich der Bruder der 114 v. Chr. verurteilten Vestalin Marcia.